# Idioma yanam
Yanam es una lengua yanomamö hablada por unos 560 personas en Roraima, Brasil (460 hablantes) y el sur de Venezuela cerca de los ríos Mucajai, alto Uraricáa y Paragua.

## Denominaciones
Yanam también es conocido como ninam, yanam–ninam, xirianá, shiriana casapare, kasrapai, jawaperi, crichana, jawari, shiriana y yanomamö oriental.

## Variaciones regionales
Gordon (2009) señala que existen dos variedades principales: la septentrional y la meridional. Por su parte, Kaufman (1994) identifica tres variedades:
1. Yanam (o Yanam/Ninam septentrional)
2. Ninam (o Yanam/Ninam meridional)
3. Jawarib